# Sextette
Sextette è un film del 1978 diretto da Ken Hughes, con Ringo Starr e Tony Curtis.

## Trama
Mae West, star libertina degli anni d'oro del cinema hollywoodiano, si trova alle prese con una storia di spionaggio. Insieme con lei, ne sono coinvolti ex mariti, ex amanti e amanti potenziali.